# Omar Labruna
Omar Raúl Labruna (* 3. April 1957 in Buenos Aires) ist ein ehemaliger argentinischer Fußballspieler und späterer -trainer.

## Karriere

### Verein
Omar Labruna begann in der Jugend des Hauptstadtklubs River Plate, bei dem auch sein Vater Ángel Labruna lange Zeit spielte und zum Idol wurde. Der linke Außenbahnspieler lief sechs Jahre bis 1981 bei River Plate auf. Sein Vater war in dieser Zeit Trainer des Klubs. Anschließend spielte Omar Labruna für den Quilmes AC und den CA Platense. 1983 beendete Labruna seine Karriere bei Sportivo Italiano.

### Trainer
Omar Labruna arbeitete lange Zeit als Assistenztrainer, bis er 2003 erstmals Cheftrainer bei CA Belgrano wurde. Er war hauptsächlich bei Klubs in Argentinien aktiv, aber trainierte auch in Kolumbien Deportivo Cali und war Trainer bei den chilenischen Klubs Audax Italiano, CSD Colo-Colo und Everton.

## Erfolge
Nueva Chicago
- Meister der Primera Nacional B: 2014